# Romain Vadeleux
Romain Vadeleux (ur. 12 lutego 1983 w Fort-de-France) – francuski siatkarz  urodzony na Martynice, reprezentacji Francji, grający na pozycji środkowego i atakującego od 2010 roku. 

## Sukcesy klubowe
Mistrzostwo Francji:
- 2007, 2008
- 2005

Superpuchar Francji:
- 2006

Puchar Challenge:
- 2011

Mistrzostwo Włoch:
- 2011

Puchar Francji:
- 2012

Mistrzostwo Szwajcarii:
- 2015
- 2014

Puchar Szwajcarii:
- 2015

## Sukcesy reprezentacyjne
Mistrzostwa Europy Kadetów:
- 2001

Liga Światowa:
- 2006

Mistrzostwa Europy:
- 2009